# 印尼地熱能

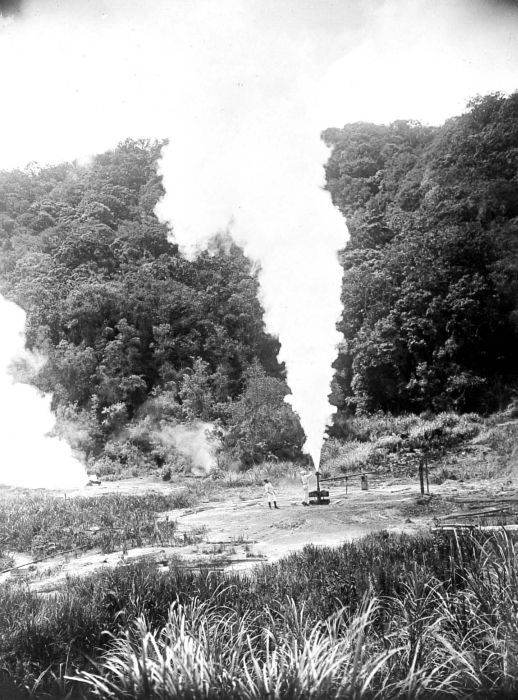
荷屬東印度政府首度在爪哇島的卡莫章火山成功鑽井取得地熱能（1926年）。

印尼地熱能（英語：Geothermal power in Indonesia）對於該國而言，是種日益重要的再生能源。由於印尼全國的火山地質，經常有報導說印尼擁有的潛在地熱能資源在世界上的佔比達到40%，估計可生產達到28,000兆瓦 (MW，109)的電力。
該國在2018年第1季擁有1,924.5兆瓦的地熱能發電裝置容量，在地熱能利用僅次於美國（3,591兆瓦），為世界第2名，取代之前菲律賓（1,868兆瓦）的地位。地熱能在2007年佔該國總能源供應的1.9%，和電力供應的3.7%。
根據一份在2022年2月22日發表的報告，印尼的地熱能發電裝置容量為2,443兆瓦（世界排名仍僅次於美國），發電量在全國電力生產的佔比已增加到3.9%。
印尼總統蘇西洛·班邦·尤多約諾在巴厘島舉行的2010年世界地熱能大會上宣布該國計劃到2014年要新建44座地熱發電廠，發電能力將增加兩倍以上，達到4,000兆瓦。印尼的目標是在2025年之前將地熱發電增至9,000兆瓦以上，成為世界領先的地熱能源利用國家。這個數字將佔印尼總能源需求的5%。
亞洲開發銀行和世界銀行於2015年發布的一份關於印尼地熱能行業的詳細報告《釋放印尼的地熱能潛力》中指出，印尼需要在關鍵政策領域進行改革，才能刺激這個領域，達成持續擴張。

## 歷史
第一個關於利用印尼火山熱能的提議是在1918年荷屬東印度時代提出。在1926年，相關單位在爪哇島的卡莫章火山地區鑽取5個測試孔，在第3孔成功取得地熱能。這個孔到1980年初期仍能從66米的深度產生溫度在攝氏140度，壓力達在3.5到4.0巴的炙熱水蒸氣。紐西蘭地熱能源公司（Geothermal Energy New Zealand Ltd. (GENZL)）於1972年在此處從事發電前期可行性研究。第一部發電機於1983年裝置完成，由蘇哈托總統主持啟用，隨後於1987年再行擴建，目前的發電裝置容量為140兆瓦。
從1980年代中期開始，世界上最大的地熱發電廠商 - 美國雪佛龍在西爪哇省的薩拉火山和肯當火山建設兩座地熱能電廠（Gunung Salak geothermal power station和達拉加特發電廠），合計容量約為365兆瓦然後在1989年至1997年間，在蘇門答臘北部的西巴亞克火山地熱田探勘，隨後建立一12兆瓦容量的電廠而投入運行。
印尼地熱協會（Asosiasi Panasbumi Indonesia，API）（非政府組織）在1991年成立，成立的目的在推廣和宣傳地熱能源，大約擁有500名會員，其中包含地熱能專家、公司和營運商。英國Star Energy在西爪哇省建立瓦揚·文都地熱能電廠，營運始於2000年，擁有兩台機組，總容量為227兆瓦，有增設第3台127兆瓦機組的計畫，預計到2013年中期開始發電。

## 勘探與開發
對巴厘省貝都古爾地熱田的勘探始於1974年，在2008年所做的估計，此處有175兆瓦產能的潛力，但因當地居民反對而項目遭到擱置。
在巴厘島舉行的2010年世界地熱能大會上，有幾家公司獲得開發地熱田和建立發電廠的權利：Golden Spike Indonesia得標，可在中爪哇省的溫加蘭火山建設發電廠、Sokoria Geothermal Indonesia得標，可在弗洛勒斯島的恩德建設發電廠，而Supreme Energy得標，在楠榜省的拉賈巴薩火山和西蘇門答臘省的梭羅克建設電廠。這些項目的總投資金額估計需要16.8億美元。
截至2010年，印尼政府確定全國共有265個具有成為地熱能電廠潛力的地點。但在這領域的發展涉及一連串複雜的政策問題，其中有些成為長久及持續的爭議來源。例如印尼政府在2011年中發布一項法規，期望為投資者提供一定的保障，以鼓勵它們增加對地熱能產業的投資。但投資者對此法規的反應很謹慎，顯示的是關鍵問題並未獲得解決。
2013年底，印尼國家石油公司（PT Pertamina） 的子公司印尼國家地熱能公司（PT Pertamina Geothermal Energy (PGE) 表示計劃開發8個新的地熱能發電廠，總容量為655兆瓦（預計投資金20億美元）。其中包括：
- 位於楠榜省的烏魯貝魯（Ulubelu）（110兆瓦）[19]
- 位於南蘇門答臘省的盧穆特巴萊（110兆瓦）
- 位於蘇拉威西島北部的拉亨東（Lahendong）[20]（40兆瓦，2021年報導容量增至500兆瓦）
- 位於西爪哇省的卡拉哈（Karaha）[21]（30兆瓦）
- 位於西爪哇省的卡莫章（35兆瓦）
- 位於蘇門答臘島里邦縣（英语：Lebong Regency）的湖路萊斯（Hululais）[22]（110兆瓦）
- 位於占碑省的孫該·皮努市（英语：Sungai Penuh）[23]（110兆瓦，2021年報導容量增至140兆瓦）

其中幾個項目的建設經費是來自世界銀行和日本國際協力機構的貸款。
此外，位於北蘇門答臘省的薩魯拉（Sarulla）地熱能發電廠正開工興建，<計劃容量為320兆瓦。這個發電廠自1990年代初以來一直受到各種問題的阻撓而毫無進展。建廠預計成本約為16.5億美元，由亞洲開發銀行、日本國際協力機構和其他金融機構提供資金。首期110兆瓦發電機組在2017年開工。

## 裝機容量
根據組織“再生能源政策網絡（Renewable Energy Policy Network）”發表的《2013年再生能源全球狀況報告（Renewables 2013 Global Status Report）》當時印尼擁有世界第三大裝機容量（1.3吉瓦，1吉瓦=1,000兆瓦），僅次於美國（3.4吉瓦）和菲律賓（1.9吉瓦），在印尼之後的有墨西哥（1.0吉瓦）、義大利（0.9吉瓦）、紐西蘭（0.8吉瓦）、冰島（0.7吉瓦）和日本（0.5吉瓦）。
印尼在2018年的地熱能發電裝置容量已超過菲律賓，但仍低於美國，為世界第2名。

## 近期發展
印尼政府在近年宣布兩個“快車道”計劃，預定把印尼發電網絡的總容量分別增加10,000兆瓦。在第二個10,000兆瓦快車道計劃中，預計建設的地熱能發電容量稍微擴大（3,970兆瓦），但在第一個計畫中，在地熱發電的投資似乎呈現滯後。
- 2011年9月：印尼國有電力公司（英语：Perusahaan Listrik Negara） (PLN) 宣布到2014年，印尼地熱能發電廠的發電量可能只有1,200兆瓦。當時的PLN總裁Dahlan Iskan表示，由於該行業存在風險，私營部門投資者不願參與，因此一些電廠的開發計劃呈現落後。[28]
- 2012年7月：PLN一名高級官員報告說，仍有13座地熱能發電廠仍處於勘探階段，可能會錯過開發期限。相關問題包括鑽井結果不如期望，缺乏足夠配套基礎設施（主要是缺乏道路），以及從印尼環境及林業部（英语：Ministry of Environment and Forestry (Indonesia)）和地方政府取得許可證時遭遇困難。[29]
- 2013年6月：首屆國際地熱能會議暨展覽會於2013年在印尼舉行，與會者對於行業在印尼的相對緩慢進度發表評論，印尼能源和礦物資源部（英语：Ministry of Energy and Mineral Resources (Indonesia)）部長宣布將把從相關業者生產電力的購買價格提高，以鼓勵業者開發這個領域。副總統博迪奧諾（英语：Boediono）在會議上發表講話，呼籲改變政策以加速進展。[30]
- 2013年6月：在南蘇門答臘楠榜省的一個重要地熱項目（計劃發電容量220兆瓦）受當地人抗議後遭到擱置。拉賈巴薩火山地區當地村民聲稱開發這個項目會破壞社區的社會結構。環境及林業部長朱齊弗利·哈山（英语：Zulkifli Hasan）與當地社區的看法一致，認為開發商PT Supreme Energy必須讓當地村民對於項目的安全性產生信心。印尼地熱能協會主席在回應時表示，如果政府高層對投資者的承諾是“三心二意”的話，不如把所有的地熱能項目關閉。[31]
- 2014年8月：印尼人民代表會議（印尼國會）通過一項促進地熱能開發的新法（Geothermal Law ）。新法要點包括： (a) 地熱能開發不再被視為採礦業活動，可在森林保護區內進行，而採礦活動則不可、(b) 此類項目的招標將由中央政府，而非地方政府舉辦、 (c) 政府對於新的地熱能開發項目產生的電力將給予更優惠的採購價格、 (d) 地方政府可獲得部分地熱能資源收入以及(E) 對地熱場的測量、勘探、招標程序、工作區域規模、訂價和行政處置程序安排、地熱許可證持有者的義務等方面均做出相當詳細的規定。[32]

## 政策問題
印尼在擴展地熱能這個領域的開發時似乎遭遇為數不少的阻礙，包括不確定的監管環境（尤其是土地法中的不確定性）和認為開發會產生風險的印象。印尼政府地熱能開發計劃大體上依賴私營部門的投資，但大量報告均顯示投資者擔心各式風險，包括技術（地質上）風險、不確定的政府政策引發的監管風險以及政府訂價政策引起的財務風險。例如印尼政府透過國內市場義務政策（Domestic Market Obligation Policy）間接對電廠購買煤炭價格予以補貼，這項政策要求煤炭公司以政府規定的補貼費率出售煤炭給國家公用事業公司。而地熱能產業要透過投標才能取得開採權利，雖能以較高價格出售電力，仍難與傳統發電廠競爭。 
印尼政府內部對於如何降低風險，或者在不能避免的情況下，該由何者承擔，也存有歧異。政府電力部門的政策制定者著眼於達成政府的投資目標，往往認為應透過主管國家預算的財政部門來承擔至少部分的風險。而財政部門在傳統上屬於謹慎行事，拒絕接受由國家預算承擔未指明風險的建議。
針對報導中私營部門投資者所擔心的某些風險的報導，印尼政府在2011年中發布一項法規，目的為保證對於獨立發電商 (IPP) 的財務義務，將由PLN出面承擔。但這項法規很快被私人投資者批評為範圍過於狹隘，且未能澄清重要問題。

### 電力訂價政策
如何為購買地熱能業者所生產的電力訂立購入價格，一直是這個行業另一重要的政策問題。為鼓勵私營部門投資，印尼政府建立上網電價補貼政策，指示國營的PLN以不同的價格採購地熱項目所產生的電力，範圍從每千瓦·時約6.5美分至超過12美分。在2016年有報導當時PLN購買地熱能產生的電力價格正在討論中，介於每千瓦·時在10.4到29美分之間。根據亞洲開發銀行聘請專家在2020年9月發表，提供給印尼政府參考的報告（RENEWABLE ENERGY TARIFFS AND INCENTIVES IN INDONESIA REVIEW AND RECOMMENDATIONS），提出印尼自2017年至報告出版時的上網電價補貼尚未調整，顯示當時正醞釀調整價格之中，印尼政府要顧及PLN的財務健全，以及鼓勵私營部門加入投資，兩者間如何取得平衡，有待觀察。

## 環境問題
據印尼環境及林業部稱，該國大約有80%的地熱能儲量位於森林保護區內。該國2009年的礦產和煤炭開採法把地熱勘探列為採礦活動，因此需要總統頒布命令，允許在森林保護區內開展地熱能活動。印尼環境及林業部認為地熱能開採不太可能造成環境危害。印尼政府在2011年5月下令全國暫停伐木兩年。但能源領域，包括地熱能活動則獲得豁免。

## 外部連結
- Directorate General of Minerals, Coal and Geothermal （印尼語）
- International Geothermal Association (Indonesia page)[永久]
- PT Pertamina Geothermal - Indonesian government-owned corporation (map and project data sheets)